# Panhard & Levassor Type X21
Der Panhard & Levassor Type X21 ist ein Pkw- und Nutzfahrzeugmodell der 1910er Jahre. Hersteller war Panhard & Levassor in Frankreich.

## Beschreibung
Die Fahrzeuge haben einen ventillosen Schiebermotor nach einer Lizenz von Charles Yale Knight. Im Motorcode „SK4E“ steht das „K“ für Knight und die „4“ für die Anzahl der Zylinder.
Der Vierzylinder-Reihenmotor hat 80 mm Bohrung, 130 mm Hub und 2614 cm³ Hubraum. Er wurde auch 15 CV genannt. Besonderheit ist eine „Flector“ genannte Art der Kraftübertragung des Frontmotors zur Hinterachse, bei der elastische Gummielemente die üblichen Gelenke einer Kardanwelle ersetzen. Der Hersteller setzte dieses System bei mehreren Modellen ab 1912 ein, beginnend mit dem Type X19. Das Getriebe hat vier Gänge.
Bekannt sind die Karosseriebauformen Tourenwagen, Limousine und Landaulet.
Die Produktion lief von April 1913 bis 1915. In den einzelnen Kalenderjahren wurden 305, 236 und 8 Fahrzeuge hergestellt. In Summe sind das 549 Fahrzeuge, von denen 121 exportiert wurden.
Zwei erhaltene Fahrzeuge von 1914 wurden auf Auktionen angeboten. 2014 gab es einen Schätzpreis von 45.000 bis 50.000 Euro, aber keinen Käufer. 2022 wurden 46.000 Euro erzielt.
Type X17 und Type X25 waren Vorgänger bzw. Nachfolger.

## Nutzfahrzeuge
Außerdem gab es von Dezember 1913 bis 1914 Nutzfahrzeugvarianten. Zumindest 1914 waren es ausschließlich Krankenkraftwagen. Hiervon wurden im ersten Jahr ein Fahrzeug und im zweiten 40 Fahrzeuge verkauft.